# João Nilson Zunino
João Nilson Zunino ou simplesmente Zunino (São João Batista, 9 de abril de 1946—Florianópolis, 23 de dezembro de 2014), foi um empresário e médico patologista atuante em Florianópolis, Santa Catarina. Foi conhecido por ser o presidente mais simbólico e que teve mais tempo no cargo, como presidente executivo do Avaí Futebol Clube. Também é considerado pela torcida azurra como o maior dirigente do clube de todos os tempos.

## Biografia

### Médico
Natural de São João Batista, casou com Marlene Maria dos Santos em 20 de dezembro de 1969 e teve quatro filhos, Daniela, Alexandra, Gisele e Gabriel e cinco netos.
Médico patologista, completou quase 60 anos de experiência na área. Desde sua fundação em 1974, o Laboratório Santa Luzia foi dirigido pelo médico. Foi presidente da Associação Catarinense de Medicina de 1989 a 1991, presidente da Unimed Grande Florianópolis de 1985 a 1988, e foi um dos idealizadores do Baía Sul Medical Center, um moderno hospital de Florianópolis. Atuou como Presidente da Sociedade Brasileira de Patologia Clínica/Medicina Laboratorial - SBPC/RJ de 1989 a 1993. Exerceu o cargo de Médico Legista do Departamento de Polícia Científica da SSI - SC, foi docente de Graduação na Universidade do Vale do Itajaí - Univali, e foi Membro Titular da Academia Catarinense de Medicina desde 1997.

### Presidente do Avaí
Zunino entrou para a história do Avaí, por ter sido o presidente que levou o clube ao tão sonhado retorno à série A do Campeonato Brasileiro. Após 30 anos, o Avaí voltou a disputar um campeonato na elite do futebol brasileiro. Outro grande feito protagonizado pelo clube durante a sua gestão, foi a conquista do Campeonato Catarinense de 2009 depois de 11 anos sem o título. Zunino foi eleito o melhor dirigente da competição.
A campanha na volta à Série A foi melhor do que se esperava. O Avaí fez uma campanha surpreendente em 2009, terminando o campeonato em 6º lugar com 57 pontos, se classificando para a Copa Sul-americana de 2010, sendo a melhor campanha de um clube catarinense na série A.
Em 2009, foi eleito por aclamação para o seu terceiro mandato consecutivo na presidência do Avaí.
No ano de 2010, foi Bicampeão Catarinense e, novamente, eleito o o melhor dirigente da competição. Em 2012 o Avaí vence novamente o Estadual, e Zunino é eleito o segundo melhor dirigente da competição.
Foi o presidente do clube que mais esteve no cargo, completando em 2013, 11 anos como presidente do Avaí.

## Câncer e morte

### Câncer no pulmão
O mandatário avaiano descobriu um tumor no lobo inferior do pulmão direito. Ele fez uma cirurgia em julho de 2012 para a retirada do tumor e dali em diante se recuperava da operação.

### Tumores na cabeça
Zunino fez também cirurgia para retirada de tumores na cabeça em agosto de 2013, a cirurgia foi um sucesso e ele se recuperava bem.
João morreu na noite de 23 de dezembro de 2014 no Hospital Baía Sul em Florianópolis aos 68 anos, em função de complicações dos já citados problemas de saúde. Ele foi sedado para não sentir dores. Deixou mulher e quatro filhos.
Seu sepultamento foi no dia 24 de dezembro no Cemitério Jardim da Paz de Florianópolis. Foi acompanhado por mais de 600 pessoas entre elas o maior ídolo da história do Avaí, Marquinhos, o prefeito da cidade, Cesar Souza Junior, o treinador que levou o acesso ao Avaí em 2008, Silas, o presidente do Figueirense, Wilfredo Brillinger, o presidente do Avaí, Nilton Macedo Machado, o presidente da Federação Catarinense de Futebol, Delfim de Pádua Peixoto Filho, entre outras personalidades. Além de amigos, familiares, colegas de trabalho, sócios e muitos torcedores do seu clube do coração. O prefeito decretou 3 dias de luto na cidade.
| “ | Ele foi um cara que praticamente evitou o Avaí de fechar as portas, da falência. Hoje a gente fica muito triste com essa perda. O Zunino era o meu pai no futebol. | ” |

## História
- De 1967 a 1973, Zunino se graduou em Medicina na Universidade Federal de Santa Catarina (UFSC);
- De 1974 a 1977, especializou-se em patologia clínica na Associação Médica Brasileira (AMB);
- De 1985 a 1988, foi presidente da Unimed Grande Florianópolis;
- De 1989 a 1991, foi presidente da Associação Catarinense de Medicina;
- De 2003 a 2005, teve mestrado em Ciências Médicas concedido também pela UFSC.[13][14]